# Rondom Wonen
Rondom Wonen is een woningcorporatie werkzaam in de provincie Zuid-Holland en gevestigd in de Nederlandse gemeente Pijnacker-Nootdorp. Rondom Wonen verhuurt bijna 3.000 woningen, bedrijfsruimtes en parkeerplaatsen in de kernen Pijnacker, Nootdorp, en Delfgauw.  